# Квятушкі-Великі
Квятушкі-Великі (пол. Kwiatuszki Wielkie, нім. Groß Blumenau) — село в Польщі, у гміні Розоги Щиценського повіту Вармінсько-Мазурського воєводства.
Населення — 128 осіб (2011).
У 1975-1998 роках село належало до Остроленцького воєводства.

## Демографія
Демографічна структура станом на 31 березня 2011 року:
|          | Загалом | Допрацездатний вік | Працездатний вік | Постпрацездатний вік |
| -------- | ------- | ------------------ | ---------------- | -------------------- |
| Чоловіки | 66      | 11                 | 48               | 7                    |
| Жінки    | 62      | 15                 | 36               | 11                   |
| Разом    | 128     | 26                 | 84               | 18                   |